# Station Widacz
Station Widacz is een spoorwegstation in de Poolse plaats Widacz.